# Arenicola loveni
Arenicola loveni är en ringmaskart som beskrevs av Johan Gustaf Hjalmar Kinberg 1866. Arenicola loveni ingår i släktet Arenicola och familjen Arenicolidae. Utöver nominatformen finns också underarten A. l. sudaustraliense.